# Body Head Bangerz
Body Head Bangerz este o trupă hip hop americană, din Pensacola, Florida, fondată de fostul campion mondial la box Roy Jones, Jr. Pe lângă Jones Jr. în componența grupului mai erau rapperii Magic și Choppa. Albumul de debut al grupului, Body Head Bangerz: Volume One, a fost lansat de Body Head Entertainment, care de asemenea a fost fondată de Roy Jones Jr.
Pe 1 martie 2013, Magic cu soția și fiica sa au nimerit într-un accident rutier fatal în Mississippi, fiica sa fiind unica supraviețuitoare.

## Discografie

### Albume de studio
- Body Head Bangerz: Volume One (2004)
- Business At Hand (2012)

### Single-uri
| An   | Cântec             | U.S. Hot 100 | U.S. R&B | U.S. Rap | Album                         |
| ---- | ------------------ | ------------ | -------- | -------- | ----------------------------- |
| 2004 | "I Smoke, I Drank" | 81           | 30       | 25       | Body Head Bangerz: Volume One |
| 2005 | "Can't Be Touched" |              |          |          | Body Head Bangerz: Volume One |